# Tagged Image File Format
Tagged Image File Format (TIFF или TIF) е формат за запис на растерни изображения. Първоначално разработен като универсален формат за съхранение на сканирани изображения, днес това е най-масово използваният формат за растерни изображения в предпечатната подготовка. Изключително надежден, той е апаратно независим, като поддържа B/W, Grayscale, RGB, LAB, CMYK, индексирани цветове, SPOT цветове, Алфа-канали, слоеве, цветни профили и др. Този формат непрекъснато се развива. Поддържа LZW, ZIP и JPEG компресии, но като правило се използва LZW. Може да бъде записван и без компресия (с цел по-голяма програмна съвместимост), понеже някои от по-старите програми не могат да работят с компресиран TIFF.